# Avengers – Gemeinsam unbesiegbar!
Avengers – Gemeinsam unbesiegbar! (Originaltitel: Avengers Assemble) ist eine von Marvel Animation produzierte US-amerikanische Zeichentrickserie für Disney XD. Die Serie spielt zeitlich nach der Zeichentrickserie Die Avengers – Die mächtigsten Helden der Welt und parallel zu Der ultimative Spider-Man und Hulk und das Team S.M.A.S.H. und stellt die Gruppe der Avengers als Protagonisten in den Vordergrund.

## Handlung
Iron Man schließt sich Captain America, Thor, Hulk, Hawkeye, Black Widow und Falcon an, um mit vereinten Kräften die Superschurken zu bekämpfen, denen ein Superheld alleine einfach nicht gewachsen wäre. Gemeinsam müssen sie den gefährlichsten Bösewichten der Welt unter der Führung von Red Skull die Stirn bieten. Die Superhelden trainieren und leben gemeinschaftlich in ihrem neuen Hauptquartier, dem Avengers Tower. Egal, ob Dr. Doom versucht, Asgard zu erobern, Attuma mit der Armee von Atlantis in New York einmarschiert oder Dracula seine Vampir-Horden auf die Welt loslässt: Die Avengers können nur gewinnen, wenn sie zusammenarbeiten – auch wenn das aufgrund ihrer Unterschiedlichkeit nicht immer einfach ist.

## Synchronisation
Die deutschsprachige Synchronisation wurde im Synchronstudio SDI Media Germany in Berlin gefertigt.
| Rolle                           | Originalsprecher                                   | Deutscher Sprecher                                      |
| ------------------------------- | -------------------------------------------------- | ------------------------------------------------------- |
| Captain America / Steven Rogers | Roger Craig Smith                                  | Dennis Schmidt-Foß                                      |
| Iron Man / Tony Stark           | Adrian Pasdar (1. Stimme) Mick Wingert (2. Stimme) | Tobias Meister                                          |
| Hulk                            | Fred Tatasciore                                    | Björn Schalla                                           |
| Bruce Banner                    | Kevin Shinick                                      | Björn Schalla                                           |
| Thor                            | Travis Willingham                                  | Tommy Morgenstern                                       |
| Black Widow / Natasha Romanoff  | Laura Bailey                                       | Nicole Hannak                                           |
| König T’Challa / Black Panther  | James Mathis III                                   | Tobias Schmidt                                          |
| Hawkeye / Clinton Barton        | Troy Baker                                         | Gerrit Schmidt-Foß                                      |
| Ant-Man / Scott Lang            | Josh Keaton                                        | Michael Deffert                                         |
| Sam Wilson / Falcon             | Bumper Robinson                                    | Leonhard Mahlich (1. Stimme) Stefan Günther (2. Stimme) |
| Wasp / Hope van Dyne / Hope Pym | Kari Wahlgren                                      | Ursula Hugo                                             |
| Vision / J.A.R.V.I.S.           | David Kaye                                         | Frank Schaff                                            |
| Captain Marvel / Carol Danvers  | Jennifer Hale (1. Stimme) Grey Griffin (2. Stimme) | Yvonne Greitzke Marion Musiol                           |
| Ms. Marvel / Kamala Khan        | Kathreen Khavari                                   | Sarah Alles                                             |